# うまく言葉にできないけれど feat. 果山サキ
うまく言葉にできないけれど feat. 果山サキは、2010年4月14日に発売されたSoulJa7枚目のシングル。

## 収録曲
1. うまく言葉にできないけれど feat. 果山サキ（作詞・作曲：SoulJa）
2. いつだって （作詞・作曲：SoulJa）
3. うまく言葉にできないけれど feat.果山サキ（Inst.）
4. いつだって（Inst.）